# جاك مان (صانع النبيذ)
جاك مان (بالإنجليزية: Jack Mann)‏ هو صانع نبيذ أسترالي، ولد في 19 مارس 1906 في برث في أستراليا، وتوفي في 26 مايو 1989 في ميدل سوان ‏ في أستراليا.